# La verità... quasi nuda
La verità... quasi nuda (The Naked Truth) è un film britannico del 1957 diretto da Mario Zampi.

## Trama
Nigel Dennis è un ricattatore che minaccia di pubblicare segreti imbarazzanti sulla sua rivista La nuda verità. Dopo aver tentato di ricattare un famoso scienziato (che si suicida) e un parlamentare (che subisce un infarto in parlamento e probabilmente muore), i suoi ultimi bersagli sono Lord Henry Mayley, il conduttore televisivo Sonny MacGregor, la scrittrice Flora Ransom e la modella Melissa Right. Molti di loro decidono indipendentemente che l'omicidio sarebbe una soluzione migliore rispetto al pagamento del ricatto. Tuttavia, è Mayley che, per pura sfortuna, finisce quasi vittima dei piani sia di MacGregor che di Ransom. I quattro alla fine uniscono le forze e riprovano. Anche quel tentativo fallisce, ma Dennis viene quindi arrestato per un crimine precedente.
Quando Dennis minaccia di rivelare tutto al suo processo, Mayley escogita un piano per farlo evadere di prigione e mandarlo in Sud America, con l'aiuto di centinaia di sue altre vittime. Telefonano facendo numerose false richieste di aiuto, distraendo la polizia di Londra, mentre Mayley, MacGregor e il riluttante assistente di MacGregor Porter, travestito da poliziotto, portano via Dennis.
Facendo perdere i sensi a Dennis periodicamente, alla fine finiscono nella cabina di un dirigibile sulla strada per un appuntamento con una nave in partenza. Con loro sgomento, quando si riprende, Dennis si rifiuta di seguire il loro piano, poiché in realtà non ha mai voluto rivelare nessuno dei loro segreti in tribunale. In effetti, era comunque ottimista riguardo al processo e rivela che le prove erano le sue copie di La nuda verità che erano state distrutte dai cospiratori in precedenza. Felice di aver superato di nuovo in astuzia i suoi avversari, ma ignaro di dove si trovi, Dennis esce per prendere un po' d'aria e precipita nell'oceano sottostante. Quando MacGregor festeggia sparando con la sua pistola, perfora il dirigibile.